# Albert Baning
Albert Baning (*Douala, Camerún, 19 de marzo de 1985), futbolista camerunés. Juega de volante y su actual equipo es el FC Metz de la Championnat National de Francia.

## Selección nacional
Ha sido internacional con la Selección de fútbol de Camerún, ha jugado 2 partidos internacionales.

## Clubes
| Club                | País    | Año       |
| ------------------- | ------- | --------- |
| Dalian Shide        | China   | 2002      |
| Shanghai United     | China   | 2003-2005 |
| FC Aarau            | Suiza   | 2005-2006 |
| Paris Saint-Germain | Francia | 2006-2007 |
| CS Sedan            | Francia | 2007-2008 |
| Grenoble Foot       | Francia | 2008-2009 |
| Paris Saint-Germain | Francia | 2009-2010 |
| RC Strasburgo       | Francia | 2010      |
| Maccabi Tel Aviv FC | Israel  | 2010      |
| FC Metz             | Francia | 2012-     |